# 北京公交109路
北京公交109路，是北京市的一条公交线路，由北京公交集团电车客运分公司运营。
109路的前身为1959年开通的9路无轨电车:50，1976年5月1日改为现名:50。
109路经过故宫、北海公园等多处景点，以及东大桥住宅区和西单商贸区，并对接北京西站，和103路、107路一样是兼顾旅游观光和工作通勤的联络线路。

## 历史[1]
- 1959年12月17日：9路无轨电车开通，从广安门出发，经菜市口、西四丁字街到朝阳门，单程10.97公里。
- 1960年2月19日：东端延长到红庙。
- 1969年8月5日：东端延长到十里堡。
- 1974年7月22日：东端缩短到东大桥，单程12.68公里。
- 1990年8月11日：受北京西站建设影响，西端缩短到西四。
- 1994年11月8日：西端引入北京西站。

## 沿线站位及周边重要设施
| 车站名称            | 车站名称            | 行政区划 | 地铁换乘          | 地铁换乘   | 重要设施                                     |
| 北京西站南广场 方向 | 东大桥公交场站 方向 | 行政区划 | 地铁换乘          | 地铁换乘   | 重要设施                                     |
| ------------------- | ------------------- | -------- | ----------------- | ---------- | -------------------------------------------- |
| 北京西站南广场      | 北京西站南广场      | 丰台区   | █ 7号线、 █ 9号线 | 北京西站   | 北京西站 换乘无轨电车65路                    |
| 湾子                | 湾子                | 西城区   | █ 7号线           | 湾子       | 三义西里、马连道北里                         |
| 广外甘石桥          | 广外甘石桥          | 西城区   |                   |            | 三义东里、马连道东街小区 换乘无轨电车42路    |
| 达官营              | 达官营              | 西城区   | █ 7号线           | 达官营     | 国家话剧院、北京市第十四中学                 |
| 广安门内            | 广安门内            | 西城区   | █ 7号线           | 广安门内   | 报国寺                                       |
| 牛街路口西          | 牛街路口西          | 西城区   | █ 19号线          | 牛街       | 牛街礼拜寺、宣武医院                         |
| 菜市口西            | 菜市口西            | 西城区   | █ 4号线、 █ 7号线 | 菜市口     | 湖南会馆、绍兴会馆、谭嗣同故居               |
| 菜市口北            |                     | 西城区   | █ 4号线、 █ 7号线 | 菜市口     | 湖南会馆、绍兴会馆、谭嗣同故居               |
| 校场口              | 校场口              | 西城区   |                   |            | 歙县会馆                                     |
| 宣武门内            | 宣武门外            | 西城区   | █ 2号线、 █ 4号线 | 宣武门     | 宣武门教堂、繁星戏剧村                       |
| 西单路口南          | 西单路口南          | 西城区   | █ 1号线、 █ 4号线 | 西单       | 华电大厦                                     |
| 西单商场            | 西单商场            | 西城区   | █ 1号线、 █ 4号线 | 西单       | 西单文化广场、西单大悦城、君太百货、汉光百货 |
| 甘石桥              |                     | 西城区   | █ 4号线           | 灵境胡同   | 西单老佛爷百货                               |
| 缸瓦市              | 缸瓦市              | 西城区   |                   |            | 缸瓦市教堂、中国地质博物馆                   |
| 西四丁字街          | 西四丁字街          | 西城区   | █ 4号线           | 西四       | 西四胡同群                                   |
| 西安门              | 西安门              | 西城区   |                   |            | 西什库教堂                                   |
| 北海                | 北海                | 西城区   |                   |            | 北海公园南门                                 |
| 神武门              | 神武门              | 西城区   |                   |            | 故宫博物院神武门、景山公园                   |
| 沙滩路口西          | 沙滩路口西          | 东城区   |                   |            | 北大红楼                                     |
| 美术馆东            | 美术馆东            | 东城区   | █ 8号线           | 中国美术馆 | 中国美术馆                                   |
| 东四路口东          | 东四路口东          | 东城区   | █ 5号线、 █ 6号线 | 东四       | 东四胡同群                                   |
| 朝内小街            | 朝内小街            | 东城区   |                   |            | 孚王府                                       |
| 朝阳门内            | 朝阳门内            | 东城区   | █ 2号线、 █ 6号线 | 朝阳门     | 银河SOHO                                     |
| 朝阳门外            | 朝阳门外            | 朝阳区   |                   |            | 外交部                                       |
| 神路街              | 神路街              | 朝阳区   |                   |            | 东岳庙、昆泰商城                             |
| 东大桥路口西        | 东大桥路口东        | 朝阳区   | █ 6号线           | 东大桥     | 蓝岛大厦、北京市陈经纶中学                   |
| 东大桥公交场站      |                     | 朝阳区   | █ 6号线           | 东大桥     | 蓝岛大厦、北京市陈经纶中学                   |

## 用车
目前109路主要使用BJD-WG120FN型无轨电车，也有少量BJD-WG120FK和BJD-WG120FL型。
109路曾用车型包括BD562型铰接无轨电车、BJD-WG120A型单机无轨电车、BJD-WG160B型铰接无轨电车。